# Завелье (Гродненская область)
Заве́лье (бел. Заве́лле, пол. Zawilje) — деревня в Сморгонском районе Гродненской области Белоруссии.
Входит в состав Жодишковского сельсовета.
Расположена в центральной части района на правобережьи реки Вилия. Расстояние до районного центра Сморгонь по автодороге — около 7 км, до центра сельсовета агрогородка Жодишки по прямой — чуть менее 14,5 км. Ближайшие населённые пункты — Колпея, Перевозы, Укропенка.
Согласно переписи население деревни в 1999 году насчитывало 8 человек.
Автомобильной дорогой местного значения Н7922 Завелье связано с автодорогой Борисов — Ошмяны.
Через деревню проходят регулярные автобусные маршруты:
- Сморгонь — Вилейка
- Сморгонь — Вишнево
- Сморгонь — Войстом
- Сморгонь — Мицкевичи
- Сморгонь — Ордея
- Сморгонь — Свайгини

К западу от Завелья расположен садоводческий массив, а к востоку территория биологического заказника «Мицкевичский».